# جنگ ۲۰۰۶ اسرائیل و لبنان
جنگ ۲۰۰۶ لبنان یا جنگ ۲۰۰۶ اسرائیل و حزب‌الله که در ایران به آن جنگ ۳۳ روزه، در اسرائیل به آن جنگ دوم لبنان (به عبری: מלחמת לבנון השנייה) و در لبنان نیز به آن جنگ ژوئیه یا جنگ تموز (عربی: حرب تموز) گفته می‌شود، جنگی به مدت ۳۳ یا ۳۴ روز بین ارتش اسرائیل و حزب‌الله لبنان بود که دامنه آن، شمال اسرائیل و سراسر لبنان را دربرگرفت.
ربوده شدن دو سرباز به نام اهود گولدوسر (Ehud Goldvaser) و الدد رگو (Eldad Regev)  و کشته‌شدن سه نفر از نیروهای دفاعی اسرائیل ارتش اسرائیل دلیل شروع این جنگ بود. به‌علاوه از حملات حزب‌الله لبنان ۵ نفر از سربازان نیروهای دفاعی کشته شدند.
این جنگ با قطعنامه ۱۷۰۱ شورای امنیت سازمان ملل در تاریخ ۱۴ اوت ۲۰۰۶ میلادی (۲۳ مرداد ۱۳۸۵) پایان یافت اما دبیر کل حزب‌الله، حسن نصرالله پذیرفته نشد به این که حزب‌الله از خلع از سلاح شود. مرزی در این جنگ جابه‌جا نشد و دربارهٔ پیروز جنگ هم اختلاف نظرهایی به وجود آمد به‌طوری که هر کدام خود را پیروز می‌خوانند و دیگری را شکست خورده معرفی می‌کنند، حتی در مورد طول جنگ و آغازگر آن نیز هیچ‌کدام از طرفین نظر یکسانی ندارند.

## آغاز درگیری
شروع این جنگ از ۱۲ ژوئیه ۲۰۰۶ میلادی (۲۱ تیر ۱۳۸۵) چون که در جریان گشت زدنی نیروهای ارتش اسرائیل، حزب الله خمپاره و موشک به سمت شمال اسرائیل پرتاب کرد که در نتیجه آن ۱۱ سرباز و مردم غیرنظامی اسرائیل زخمی شدند. اندکی پس از آن، حزب‌الله با نفوذ به حصار در منطقه زرایت، به دو خودروی نظامی حمله کرد، سه سرباز را کشت و دو نفر به نام‌های ایهود گلدواسر و الداد رگو را ربود. نیروهای حزب‌الله لبنان در مرز لبنان و اسرائیل با وارد شدن به خاک اسرائیل به گروهی از نیروهای زمینی ارتش اسرائیل حمله کردند و سه سرباز اسرائیلی را کشتند و دو سرباز اسرائیلی را اسیر گرفته و به خاک لبنان انتقال دادند. حزب‌الله این عملیات را «وعده صادق» نام گذاشته بود. ارتش اسرائیل بلافاصله برای نجات جان دو سرباز اسیر گرفته شده، اقدام کرد که در نهایت پنج سرباز دیگر اسرائیلی کشته، پنج سرباز دیگر مجروح و پنج شهروند غیرنظامی نیز مجروح شدند. حزب‌الله لبنان نام این یورش را «پاسخ عادلانه» گذاشت و سیدحسن نصرالله برای بازپس دادن دو سرباز اسیر اسرائیلی پیش‌شرط آزادی چهار عضو حزب‌الله لبنان را از زندان‌های اسرائیل خواستار شد. این افراد عبارت بودند از:
- سمیر قنطار
- نسیم نصر
- یحیی سکاف
- علی فراتن

در همین حال ایهود المرت نخست‌وزیر اسرائیل، عملیات نظامی حزب‌الله لبنان در خاک اسرائیل را اعلام جنگ لبنان به اسرائیل خواند و اعلام کرد که «لبنان بهای آن را خواهد پرداخت.» اسرائیل دولت لبنان را «مسئول تجاوز نیروهای حزب‌الله لبنان به خاک اسرائیل خواند» و با تفسیر شرکت حزب‌الله لبنان در دولت قانونی لبنان و استقرار گروه نظامی حزب‌الله در خاک لبنان، این کشور را مسئول تجاوز و حمله نظامی حزب‌الله لبنان به خاک اسرائیل معرفی کرد.
فؤاد سینیوره، نخست‌وزیر لبنان در واکنش به این موضع اسرائیل، با تشکیل جلسه فوق‌العادهٔ کابینه اعلام کرد که دولت مرکزی لبنان از این عملیات حزب‌الله لبنان به خاک اسرائیل اطلاعی نداشته و مسئولیت این حمله را به عهده حزب‌الله گذاشت. نیروی هوائی اسرائیل به جهت مقابله حملاتی به زیرساخت‌های لبنان یعنی جاده‌ها، پل‌ها و فرودگاه بیروت انجام داد که در طی آن ۴۴ شهروند لبنانی کشته شدند.

## تلفات دوطرف
ارتش اسرائیل نیز طی این ۳۳ یا ۳۴ روز جنگ ۱۲۱ سرباز خود را از دست داد. به علاوه ۴۴ شهروند اسرائیلی نیز بر اثر برخورد بیش از چهار هزار موشک حزب‌الله لبنان در خاک اسرائیل کشته شدند.
حزب‌الله لبنان هیچ‌گاه آمار رسمی از تعداد سربازانش که در جنگ کشته شدند را ارائه نداد. اما تخمین منابع رسمی لبنانی و سازمان ملل متحد حاکی از کشته شدن حدود ۵۰۰ عضو حزب‌الله است اما حزب‌الله لبنان تعداد کشته شدگان خود را حدود ۵۰ نفر اعلام کرده‌است.
شمار کشته‌شدگان غیرنظامی لبنان در بین منابع مختلف متفاوت است، به‌طوری‌که سازمان بازسازی لبنان اعلام کرد در حدود ۱٬۱۹۱ شهروند لبنانی بر اثر بمباران‌های اسرائیل کشته‌شدند. روزنامه آسوشیتدپرس اعلام کرد که آمار کشته‌شدگان غیرنظامی لبنان ۱٬۰۳۵ نفر بوده‌است در فوریه ۲۰۰۷ لس آنجلس تایمز گزارش داد که ۸۰۰ غیرنظامی در درگیری‌ها کشته شده‌اند و دیگر منابع مقدار آن تا ۸۵۰ نفر گفته‌اند دانشنامه انکارتا اندازهٔ آن را بین ۸۵۰ تا ۱۲۰۰ نفر گفته‌است یونیسف گزارش داد که ۳۰ درصد کشته‌شدگان غیرنظامی کودکان زیر ۱۳ سال بوده‌اند

## روزشمار جنگ
روزشمار جنگ:
- ۱۲ ژوئیه ۲۰۰۶، حزب‌الله تعدادی راکت به زرئیت، شلومی، شلیک کرد که باعث زخمی‌شدن ۵۰ نفر گردید. نیروهای حزب‌الله با استفاده از مواد منفجره از پیش کارگذاشته شده و موشک ضد تانک به ۲ خودروی زره‌پوش هاموی اسرائیل حمله کردند. ۳ سرباز اسرائیلی کشته و ۲ سرباز دیگر زخمی و اسیر شده و به لبنان برده می‌شوند که بر اثر شدت جراحات وارده اولیه جان خود را از دست می‌دهند (عملیات وعده صادق). ۵۰ سرباز و هفت تانک دیگر اسرائیل در عملیات نجات (عملیات پاسخ عادلانه) کشته شدند. بعد از این عملیات، مبارزان حزب‌الله تلاش کردند به پاسگاه‌های مرزی اسرائیل حمله کنند که چندین مبارز حزب‌الله کشته و چندین تن نیز زخمی‌شدند اما این حمله‌ها از سوی اسراییل دفع شدند. اسرائیل از هوا و دریا و با استفاده از توپخانه زمینی دست به حملات تلافی‌جویانه در لبنان زد و اهداف حزب‌الله و به همراه آن مسیرهای حمل و نقل را با هدف جلوگیری از انتقال نیرو و سربازان (حزب‌الله) هدف قرار داد. این حملات ساعت‌ها قبل از برگزاری جلسه کابینه اسرائیل به جهت پاسخ به حمله حزب‌الله آغاز شد و ۱ مبارز حزب‌الله و ۴ غیرنظامی لبنانی در این حملات جان باختند.
- ۱۳ ژوئیه ۲۰۰۶، هواپیماهای جنگی اسرائیل فرودگاه بین‌المللی رفیق حریری، تنها فرودگاه تجاری لبنان را به شدت بمباران کردند. هر سه باند به شدت آسیب دیدند و در نتیجه فرودگاه بسته شد و پروازهای ورودی مجبور به تغییر مسیر و فرود در قبرس شدند. حزب‌الله برای دومین بار بندر حیفا را مورد حمله راکتی قرار داد، یک ماشین کابلی و چند نقطه دیگر مورد اصابت راکت‌ها قرار گرفت که در نتیجه ۶۵ نظامی اسرائیل کشته شدند.
- ۱۴ ژوئیه ۲۰۰۶، نیروی هوایی اسرائیل دفترها و مرکزهای اداری نصرالله و چند سکوی پرتاب موشک را در بیروت بمباران کرد. نصرالله خطاب به اسرائیل گفت: «شما یک جنگ باز می‌خواهید و ما هم به سمت جنگ باز می‌رویم و برای آن آماده هستیم.» حزب‌الله ناوچه ساعر ۵ نیروی دریایی اسرائیل در ساحل لبنان مورد حمله قرار داد؛ اعتقاد بر این است که حزب‌الله در این حمله از یک موشک ضد کشتی هدایت راداری سی-۸۰۲ استفاده کرده‌است. در این حمله ۴ ملوان کشته و ناوچه نام‌برده به‌طور موقت غیرفعال شد. کشتی سه هفته بعد تعمیر و نقش جنگی خود را در لبنان به عهده گرفت و دوباره به میدان نبرد بازگشت. اسرائیل با حمله به مراکز غیرنظامی مانند بیمارستان‌ها و مدارس تلفات بسیاری از غیرنظامیان در لبنان را بر جای گذاشت. سه راکت کاتیوشا به یک پایگاه نظامی اسرائیل در بیرانیت اصابت کرد.
- ۱۵ ژوئیه ۲۰۰۶، نیروی هوایی اسرائیل مقر حزب‌الله در هرت هریک، و چندین دفتر و پایگاه نظامی و اقامتگاه مقامات ارشد حزب‌الله را نابود کرد. نیروی دفاعی اسرائیل به رادارهای ساحلی لبنان حمله و آن‌ها را نابود کردند. هلیکوپترهای اسرائیلی چندین هدف در بیروت را مورد هدف قرار دادند. کشتی‌های جنگی نیروی دریایی اسرائیل فانوس‌های دریایی و چهار بندر لبنان را گلوله‌باران و به شدت تخریب کردند. وزیر دفاع اسرائیل امیر پرز در سراسر شمال اسرائیل حکومت نظامی اعلام کرد. اسرائیل چهار سامانهٔ موشک پاتریوت را در بیرون حیفا مستقر کرد.
- ۱۶ ژوئیه ۲۰۰۶، اسرائیل یک سیستم هشداردهنده موشکی را در حیفا فعال کرد که یک دقیقه قبل از برخورد راکت با زمین آژیر حمله هوایی را به صدا درمی‌آورد و همه را آگاه می‌کرد.

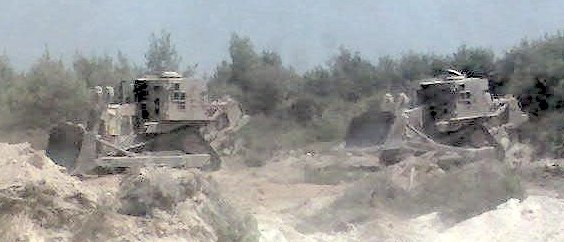
بولدوزرهای زرهی اسرائیل در حال تخریب یک سنگر حزب‌الله.

- ۱۷ ژوئیه ۲۰۰۶، تعدادی از نیروهای زمینی ارتش اسرائیل بیش از ۱ کیلومتر در خاک لبنان پیشروی کرده و با بولدوزرهای زرهی سنگرها و برج‌های دیده‌بانی حزب‌الله را نابود (مسطح) کردند. در حمله راکتی حزب‌الله، یک انبار تعمیراتی راه‌آهن مورد اصابت قرار گرفته که در نتیجه هشت کارگر کشته شدند. حزب‌الله اظهار داشت در این حمله یک کارخانه بزرگ ذخیره‌سازی سوخت اسرائیل در مجاورت راه‌آهن را هدف قرار داده‌است. حیفا مکان بسیاری از تأسیسات باارزش و استراتژیک مانند کشتی سازی، پالایشگاه‌های نفت، حمل و نقل و پایگاه‌های نظامی است.
- ۱۸ ژوئیه ۲۰۰۶، حزب‌الله یک بیمارستان در صفد در شمال شهر جلیله هدف قرار داد که در نتیجه ۸ نفر زخمی‌شدند. ۱ مرد اسرائیلی در نهاریا در حالی که تلاش می‌کرد خود را به پناهگاه برساند بر اثر اصابت راکت کشته شد.
- ۱۹ ژوئیه ۲۰۰۶، نیروهای دفاعی اسرائیل حمله دیگری به درون خاک لبنان داشتند که به درگیری با نیروهای حزب‌الله منجر شد. ۴ مبارز حزب‌الله کشته شدند. نیروی دفاعی اسرائیل مدعی گردید ۲ سرباز آن‌ها کشته، ۹ نفر دیگر زخمی و یک تانک نیز به وسیله خمپاره آسیب دیده‌است. ۲ کودک عرب-اسرائیلی در حمله راکتی حزب‌الله به ناصریه کشته شدند. جنگنده‌های اسرائیل حملات هوایی علیه ۲۰۰ هدف حزب‌الله از جمله ساختمان‌ها و مراکز اداری، پست‌های فرماندهی، وسایل نقلیه و راکت اندازها انجام دادند. شناورهای جنگی اسرائیل به یک تأسیسات و سایت‌های موشکی حزب‌الله در جنوب لبنان حمله کردند.
- ۲۰ ژوئیه ۲۰۰۶، ۴ سرباز اسرائیلی کشته و ۶ تن دیگری در درگیری جنوب لبنان زخمی‌شدند. نیروی دفاعی اسرائیل مدعی گردید چندین مبارز حزب‌الله در این درگیری کشته شده‌اند. حزب‌الله مدعی گردید یک تانک اسرائیلی و یک بولدوزر زرهی را نابود کرده‌است. در همین حال، اسرائیل بیش از ۱۵۰ حمله هوایی در لبنان علیه اهداف حزب‌الله از جمله تأسیسات و رادارها، ستادها، انبار مهمات، وسایل نقلیه و راکت‌ها انجام داد. توپخانه اسرائیل نیز پیوسته منطقه مارون الراس را گلوله‌باران کرد.
- ۲۱ ژوئیه ۲۰۰۶، اسرائیل حملات هوایی خود را در حالی که به تجمیع نیرو در مرز مشغول بود ادامه داده و پنج گردان از نیروهای ذخیره را به خدمت فرا خواند. اعتقاد بر این است که بین ۳۰ تا ۶۰ سرباز و ۳۰ تانک اسرائیلی از مرز گدشته بودند. دو بالگرد اسرائیلی در منطقه شمالی اسرائیل به یکدیگر برخورد و سقوط کردند که در نتیجه ۱۱ سرباز کشته و ۱۳ سرباز دیگر زخمی‌شدند.

## واکنش‌های بین‌المللی

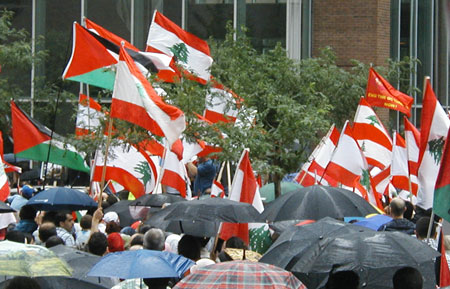
تظاهرات ضد جنگ در مونترئال کانادا، ۲۲ ژوئیه ۲۰۰۶

در جنگ اسرائیل و لبنان در سراسر جهان واکنش‌های متفاوتی به وجود آمد. کشورهای ایالات متحده آمریکا، پادشاهی متحده، کانادا، آلمان و استرالیا از حملات اسرائیل حمایت کردند و آن را دفاع از خود نامیدند. رئیس‌جمهور وقت آمریکا جرج دبلیو بوش جنگ اسرائیل و لبنان را بخشی از جنگ با تروریسم نامید. در ۲۰ ژوئیه ۲۰۰۶ کنگره آمریکا از اسرائیل حمایت کرد.
ایران، سوریه و یمن حمایت خود را از حزب‌الله اعلام کردند و اتحادیه عرب، اردن و مصر نیز از پاسخ اسرائیل حمایت کردند. و مجامع صلح بین‌المللی خواستار آتش‌بس برای جلوگیری از افزایش شمار تلفات غیرنظامی‌شدند.

## جنایات جنگی

### حملات به مناطق مسکونی

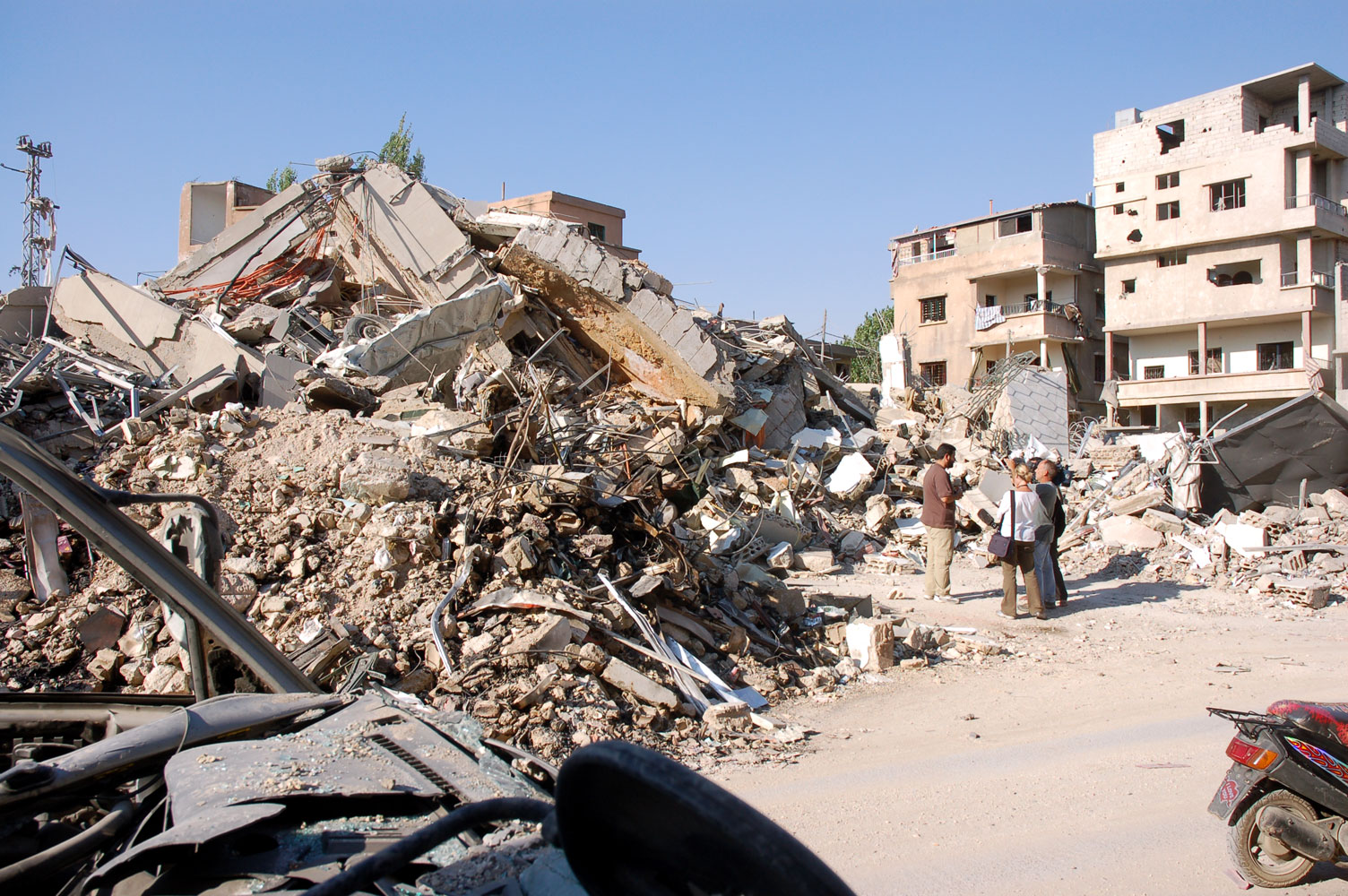
تصویری از چند منزل مسکونی در بعلبک که پس از حمله جنگنده‌های نیروی هوایی اسرائیل به موشک‌اندازهای حزب‌الله لبنان تخریب شدند.

«کنوانسیون منع استفاده از سلاح‌های قراردادی» (CCW) نیز استفاده غیرقانونی ارتش اسرائیل از بمب‌های فسفری و بمب‌های خوشه‌ای بر شهرها و روستاها را آن هم پس از توافق دولت این کشور با قطعنامه آتش‌بس تأیید کرد.
سید حسن نصرالله در مصاحبه با شبکه الاخبار گفت: ساختمان‌ها ویران شده باردیگر ساخته می‌شوند و آوارگان به خانه‌هایشان بازمی‌گردند و این برای ما روشن بود زیرا به پیروزی از جانب خداوند ایمان داریم اما باید بگویم که در جریان جنگ ۳۳ روزه بمباران مجتمع امام حسن (ع) بیش از همه چیز مرا ناراحت و غمگین کرد، اولاً به خاطر تعداد زیاد شهدا، دوم اینکه شایع شد اسراییلی‌ها آن را بخاطر حضور من بمباران کرده‌اند درحالی‌که من اصلاً آنجا نرفته بودم.
در طول جنگ ۳۳ روزه اسرائیل بارها مراکز غیرنظامی مانند درمانگاه‌های شهری، مدارس، روستاها، بیمارستان‌ها و حتی راه‌های عبور و مرور عمومی را به شدت بمباران کرد که در اثر این حملات بسیاری از مردم لبنان کشته شدند.
همچنین نیروی هوایی اسرائیل با حمله به راه‌ها، جاده‌ها، مناطق مختلف مسکونی، شهرهای لبنان را مورد هدف بمباران قرار داد که جزء جنایات جنگی به حساب می‌آیند.
ارتش اسرائیل می‌گوید نقاطی را مورد هدف قرار داده که از آن‌ها موشک به خاک و شهرهای اسرائیل شلیک شده یا اینکه نیروهای حزب‌الله لبنان در آن مستقر بوده و برخورد به غیرنظامیان به‌طور تصادفی رخ داده. با این‌حال تحقیقات در زمینه الگوی حملات در بیش از بیست مورد که توسط تحقیق‌گران سازمان دیده‌بان حقوق بشر در لبنان انجام شده‌است، خلاف آن را نشان می‌دهد.
در طول جنگ سید حسن نصرالله از فلسطینیان و مسلمانانی که در شهر حیفا زندگی می‌کنند خواست تا خانه و زندگی خود را ترک کنند تا مورد تهاجم موشک‌های کاتیوشای حزب‌الله لبنان قرار نگیرند.
در طول حملات موشکی حزب‌الله لبنان به شهرهای اسرائیل تعدادی عرب ساکن حیفا نیز به همراه یهودیان اسرائیلی کشته شدند.

### کاربرد جنگ‌افزار نامتعارف
هر دو طرف جنگ از سوی سازمان‌های بین‌المللی متهم به کوتاهی در تمییز اهداف نظامی و غیرنظامی و جنایت علیه بشریت شدند. طی این جنگ اسرائیل بمب‌های فسفری و بمب‌های خوشه‌ای نیز به کار برده‌است. قابل ذکر است اسرائیل پروتکل‌های الحاقی کنوانسیون ۱۹۴۹ ژنو را امضا نکرده‌است. این کنوانسیون، حملاتی را که به همه افراد صدمه بزند ممنوع کرده‌است.

### کاربرد جنگ‌افزار کنترل نشده
در طول این جنگ به ویژه در ۷۲ ساعت پایانی جنگ و پس از توافق دولت اسرائیل با قطعنامه آتش‌بس شورای امنیت، ارتش اسرائیل حجم زیادی از بمب‌های خوشه‌ای را بر شهرها، روستاها و مراتع مختلف لبنان فروریخت که اصابت نکردن آن‌ها به غیرنظامیان غیرقابل کنترل است و با توجه به نوع بمب‌های استفاده شده باقی‌مانده عمل نکرده بعد از جنگ باعث کشته و زخمی‌شدن تعداد قابل توجهی کودک و افراد غیرنظامی‌شده و خواهد شد.

### رویداد قانا

تصویری که اسرائیل می‌گوید از پرتاب موشک‌های حزب‌الله لبنان در کنار خانه‌های مسکونی در روستای قانا برداشته شده‌است.

در ۳۰ ژوئیه ۲۰۰۶ در جریان درگیری سال ۲۰۰۶ اسرائیل و لبنان روستای قانا مورد حمله بمباران نیروهای اسرائیلی قرار گرفت.
برخورد دو بمب خوشه‌ای به یک ساختمان مسکونی چهارطبقه در مرکز روستای قانا توسط ارتش اسرائیل به کشته شدن ۵۴ شهروند غیرنظامی از جمله بیش از ۳۷ کودک و زخمی‌شدن بسیاری انجامید.
ارتش اسرائیل می‌گوید خودروهای پرتابگر کاتیوشای حزب‌الله لبنان را که در نقاط مسکونی در روستای قانا قرار داشتند هدف قرار داده بودند ولی سازمان دیدبان حقوق بشر اسرائیل را مسئول تلفات انسانی حادثه روستای قانا می‌داند.

### سپر انسانی
مسئولان اسرائیلی همواره حزب‌الله لبنان را متهم می‌کنند که با استفاده از مناطق پرجمعیت به عنوان سپر انسانی قصد دارد مقدار تلفات غیرنظامیان را افزایش دهد، همچنین ارتش اسرائیل برای اثبات اظهارات خود مبنی بر استفاده حزب‌الله لبنان از خانه‌ها و مساجد برای اهداف نظامی، تصاویر و فیلم‌هایی را منتشر کردند که ادعا می‌کنند درست قبل از حمله‌های اسرائیل برداشته شده‌است
گزارش‌های سازمان عفو بین‌الملل نشان می‌دهد که بسیاری از ترس هدف قرار گرفتن خودروهای متحرک از خانه‌های خود خارج نمی‌شوند.
هیم رامون وزیر دادگستری اسرائیل در ۵ مرداد ماه اظهار داشت: «اسرائیل به شهروندان عادی و غیرنظامی زمان کافی برای ترک جنوب لبنان را داده‌است و هرکس که باقی مانده‌است می‌تواند به عنوان یک حامی حزب‌الله محسوب شود.» او همچنین بر اساس خبر بی‌بی‌سی گفته‌است: «همه کسانی که درحال حاضر در جنوب لبنان هستند، تروریست محسوب می‌شوند که به نحوی با حزب‌الله مرتبط هستند.»
ولی دیدبان حقوق بشر با تأیید عفو بین‌الملل می‌گوید «هیچ موردی که نشان دهد حزب‌الله از سپر انسانی استفاده کرده‌است نیافته‌است».
رئیس بخش کمک‌های انسان دوستانه سازمان ملل جان اگلند نیز بعد از تبیین کمک‌های انسان دوستاده به لبنان گفت: «حزب‌الله باید از این عمل خفت بار پنهان شدن در بین زنان و کودکان اجتناب کند» و اضافه کرد: «شنیده‌ام آن‌ها به خود می‌بالند به‌خاطر اینکه مبارزان کمی را از دست داده‌اند، درحالی که غیر نظامیان باید به سوگ مرگ عزیزانشان بنشینند».

## تخریب آثار تاریخی و بحران محیط زیست

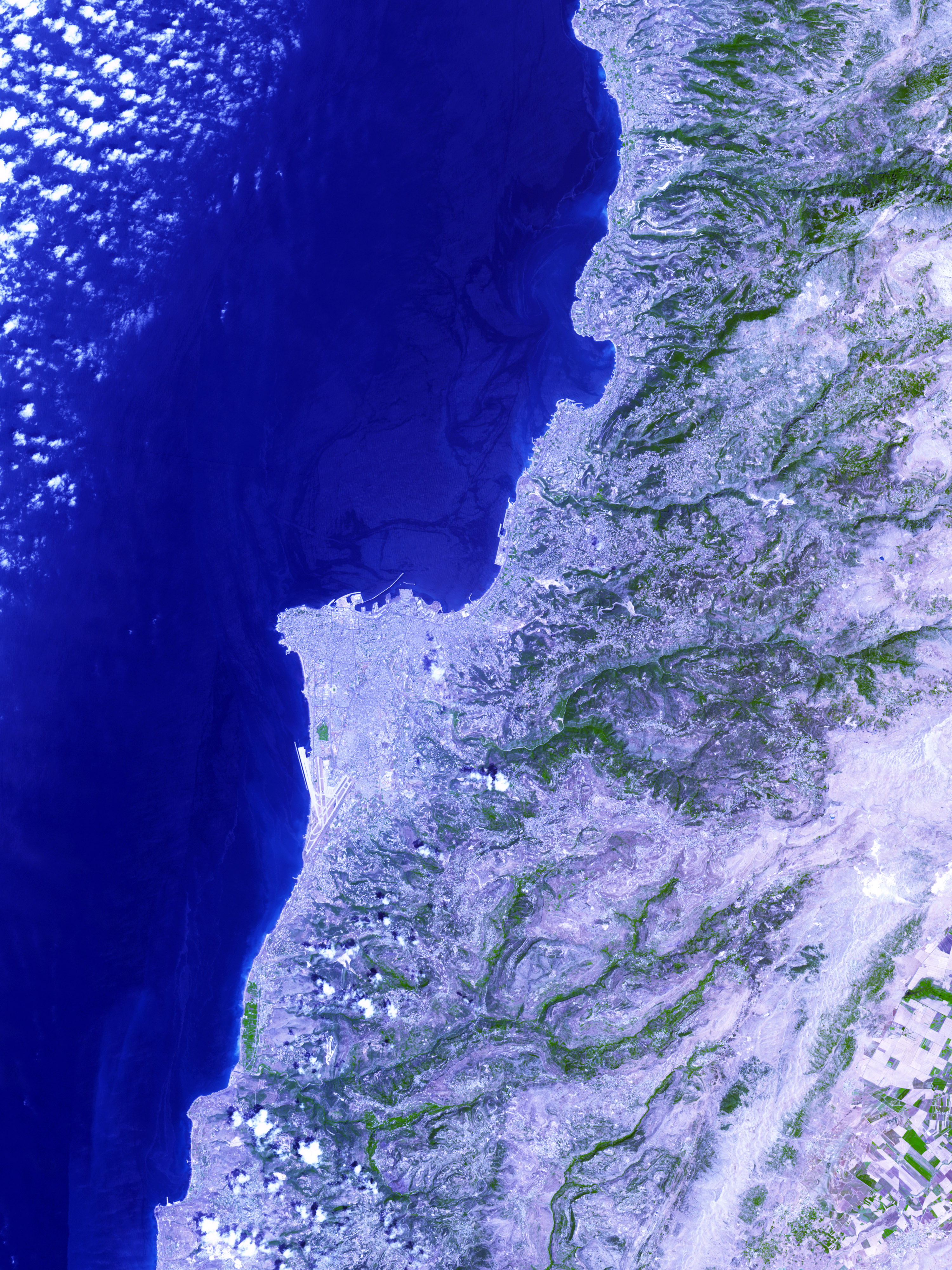
تصویری ماهواره‌ای از لایه‌های نفت که به رنگ آبی تیره قابل رویت هستند. آلودگی ناشی از نشت هزاران تن نفت نیروگاه برق جیه، بزرگ‌ترین فاجعه زیست‌محیطی در تاریخ دریای مدیترانه بوده‌است.

در طی جنگ اسرائیل و لبنان، به برخی از مراکز تاریخی لبنان که به عنوان میراث جهانی یونسکو ثبت شده‌اند، خساراتی وارد شد. از آن جمله یک آرامگاه رومی در شهر صور، برجی تاریخی به سده‌های میانه در جبیل، بنت جبیل و بَچَس در بعلبک، در حملات نیروهای هوایی ارتش اسرائیل آسیب دیده‌اند.
براثر بمباران نیروگاه برق جیه در ۳۰ کیلومتری جنوب بیروت، در روزهای ۱۳ و ۱۵ ژوئیه، که توسط جنگنده‌های نیروی هوایی ارتش اسرائیل مورد هدف قرار گرفت، لایه‌ای نفتی به طول ۸۰ کیلومتر، ساحل لبنان در دریای مدیترانه را فراگرفت. برخی گروه‌های مدافع محیط زیست، این آلودگی را به عنوان یک «فاجعه زیست‌محیطی» توصیف کردند.
همچنین پرتاب راکت‌های حزب‌الله لبنان به اسرائیل، باعث بروز تعداد زیادی آتش‌سوزی در جنگلها و مراتع در شمال اسرائیل شد. از آن‌جمله می‌توان به آتش‌سوزی‌های گسترده در نزدیکی شهر کریات شمونه اشاره کرد. بر اثر آتش‌سوزی‌های ایجاد شده توسط موشک‌های حزب‌الله لبنان، بیش از ۶۷ کیلومتر مربع از جنگل‌ها و مراتع اسرائیل نابود شدند. بر طبق برآوردهای بنیاد ملی یهود، برای ترمیم جنگل‌های سوخته‌شده، بیش از ۵۰ تا ۶۰ سال زمان لازم خواهد بود.

## رویدادهای پس از آتش‌بس
- حسن نصرالله، رهبر حزب‌الله لبنان، با آغاز آتش‌بس میان لبنان و اسرائیل در مصاحبه‌ای تلویزیونی با تلویزیون لبنان[۸۰] با ابراز تاسف در مورد چگونگی آغاز درگیری با ارتش اسرائیل، اعلام کرد که اگر می‌دانست که اسارت گرفتن دو سرباز اسرائیلی به چنین جنگی منجر می‌شود، چنین فرمانی نمی‌داد.[۸۱][۸۲][۸۳]
- در ۲ مه ۲۰۰۷ کمیسیون وینوگراد، ایهود اولمرت را مقصر ناکامی در فرماندهی جنگ با حزب‌الله لبنان معرفی کرد[۸۴] این حکم باعث شد ۱۰۰٫۰۰۰ نفر از مردم اسرائیل در تجمعی در تل‌آویو خواستار استعفای او شوند.[۸۵]
- سید حسن نصرالله، رهبر حزب‌الله لبنان در اولین سالگرد جنگ اسرائیل حزب‌الله لبنان، در مصاحبه اختصاصی با صدا و سیمای جمهوری اسلامی ایران اعلام کرد که در طول جنگ از «مولایش»، سیدعلی خامنه‌ای رهنمود و راهنمایی دریافت می‌کرده است.[۸۶] هم چنین، نصرالله اعلام کرد:

«ما حتی یک درصد هم فکر نمی‌کردیم که این اسارت منجر به جنگی در این زمان و با این وسعت شود. من متقاعد و مطمئن هستم که این جنگ از قبل برنامه‌ریزی شده بود و اسارت این گروگان‌ها تنها بهانه‌ای برای آغاز جنگ از پیش برنامه‌ریزی شده‌شان بود، اما اگر در ۱۱ ژوئیه می‌دانستم … که این عملیات منجر به چنین جنگی خواهد شد، آیا آن را انجام می‌دادم؟ می‌گویم نه، مطلقاً نه» - سید حسن نصرالله

### تبادل اجساد و سرنوشت اسرا
اهود اولمرت نخست‌وزیر، در روز ۲۹ ژوئن ۲۰۰۸ میلادی در جلسه کابینه اسرائیل، به‌طور قطعی اعلام داشت که: «الداد رگب و اهود گولدواسر، دو سربازی که در خط مرزی اسرائیل با لبنان ربوده شده بودند، زنده نیستند. با این همه اسرائیل حاضر است برای بازپس گرفتن پیکرهای آنان بهای گزافی بپردازد».
برخی جناح‌های سیاسی در اسرائیل، معاوضه اجساد دو سرباز کشته‌شده را با ۵ زندانی زنده عضو حزب‌الله لبنان و سازمان آزادی‌بخش فلسطین را عملی نادرست تلقی می‌کردند، ولی فشار خانواده‌های این دو سرباز و همچنین خانواده گیلعاد شلیط (سرباز ربوده شده به دست حماس در غزه) و موج همبستگی مردمی با این سه خانواده، بالاخره کابینه اسرائیل را ناچار ساخت تا این معامله و مبادله را دو سال پس از پایان جنگ، تصویب و تأیید کند.
نهایتاً در تاریخ ۱۶ ژوئیه ۲۰۰۸ میلادی (۲۶ تیر ۱۳۸۷)، جسد دو سرباز ربوده شده نیروهای دفاعی اسرائیل، که در پی عملیات چریکی حزب‌الله لبنان موسوم به «وعده راستین» در خط مرزی اسرائیل با لبنان ربوده شده بودند، با پنج زندانی زنده لبنانی از جمله یک شبه‌نظامی عضو سازمان آزادی‌بخش فلسطین به نام سمیر قنطار که به اتهام قتل یک خانواده اسرائیلی به زندان ابد محکوم شده بود، به‌علاوه اجساد ۱۹۹ نفر از جنگجویان فلسطینی و لبنانی معاوضه شد.

### جاسوسی نماینده پارلمان اسرائیل برای حزب‌الله لبنان
در جریان جنگ اسرائیل و لبنان، عزمی بشاره که عضو ۱۷امین دوره کنست (پارلمان اسرائیل) بود، با استفاده از مصونیت سیاسی خود، به گردآوری اطلاعات محرمانه نظامی برای حزب‌الله لبنان اقدام کرد. هنگامی که مشخص شد که وی عملاً به جاسوسی از درون نهادهای اطلاعاتی و نظامی اسرائیل به سود حزب‌الله لبنان اقدام کرده است و اطلاعات و مدارکی علیه وی از سوی سازمان اطلاعات و امنیت داخلی اسرائیل، گردآوری شده است، با استفاده از مصونیت سیاسی به خارج از اسرائیل گریخت و با حضور در سفارت اسرائیل در قاهره، از عضویت در کنست استعفا داد.

## سیزدهمین سالگرد آغاز جنگ ۳۳ روزه
به مناسبت سیزدهمین سالگرد آغاز جنگ ۳۳ روزه، سید حسن نصرالله دبیرکل حزب‌الله لبنان طی گفتگو با شبکه المنار گفت اسرائیل نقطه ضعفی در آماده‌سازی جبهه داخلی خود برای جنگ دارد و این امر باعث شده‌است تا حزب‌الله بتواند امروز به شکل بهتری این جبهه را مورد هدف قرار داده تلفات بیشتری را بر آن وارد کند. به گزارش ماکو نیوز اسرائیلی نصرالله هزاران هدف را در اسرائیل بر روی نقشه نشان داد و محل استقرار اهداف راهبردی اسرائیل را از روی آن در معرض دید بینندگان گذاشت. همچنین روزنامه هاآرتص خبر داد، حزب‌الله تأکید می‌کند قادر است زیان‌های جبران ناپذیری را به اسرائیل وارد کند، زیان‌هایی که بخشی از آن متوجه جبهه داخلی خواهد شد. این گفتگو با بازتاب گسترده رسانه‌های اسرائیل مواجه شده‌است.

## باغ موزه ملیتا در جنوب کشور لبنان است
موزه ملیتا

میدان هاویه (دوزخ اسرائیل).
مقبره نمادین ارتش اسرائیل.
ضد هوایی غنیمت گرفته شده از اسرائیل.
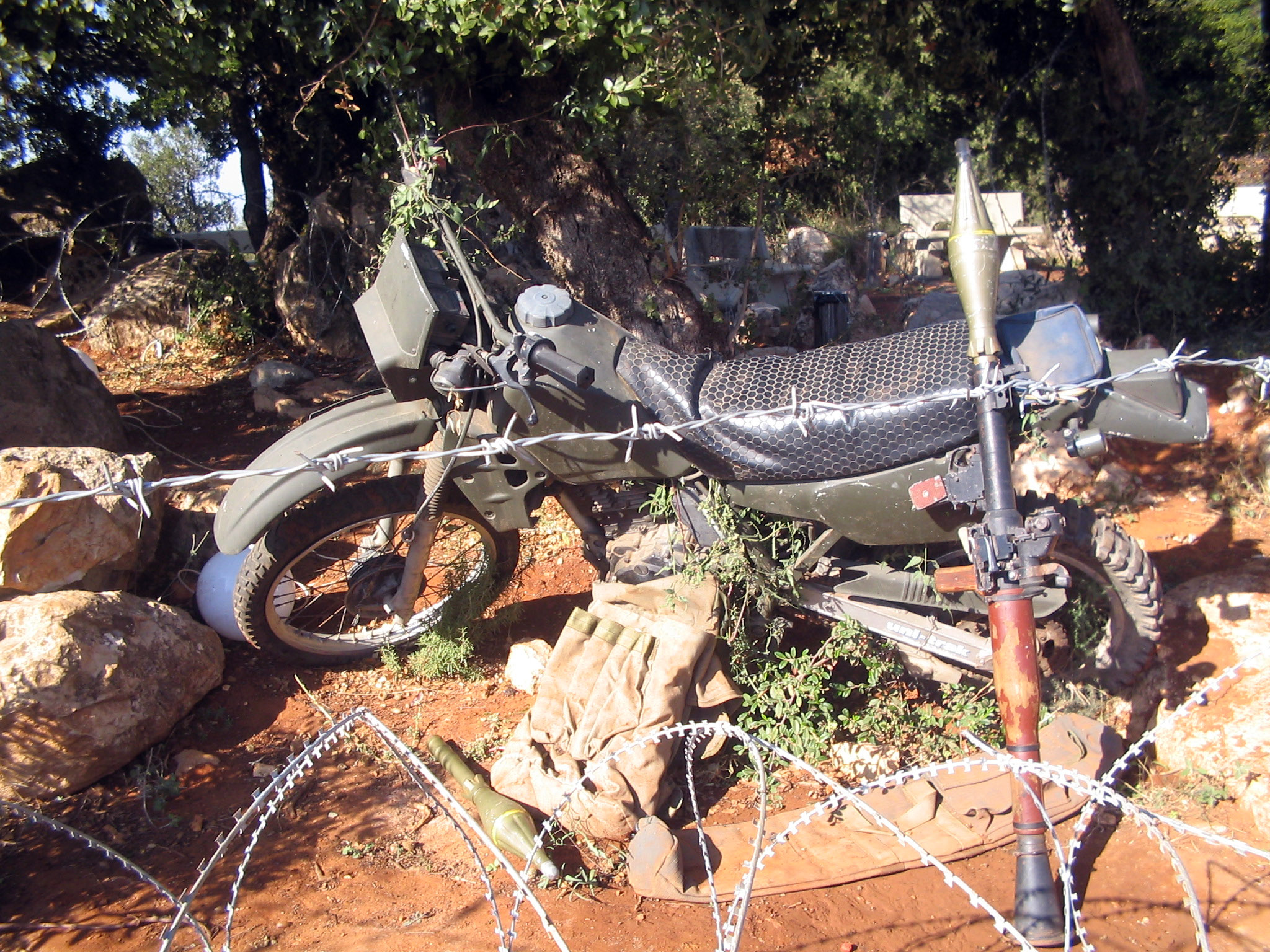
نمای بیرونی یک سنگر حزب‌الله.
منطقهٔ استتار شده.